# Jacob Hendrik Stellingwerff
Jacob Hendrik Stellingwerff (gedoopt Zwolle, 7 november 1773 – Amsterdam, 23 november 1823) was een Nederlandse zilversmid.

## Leven en werk

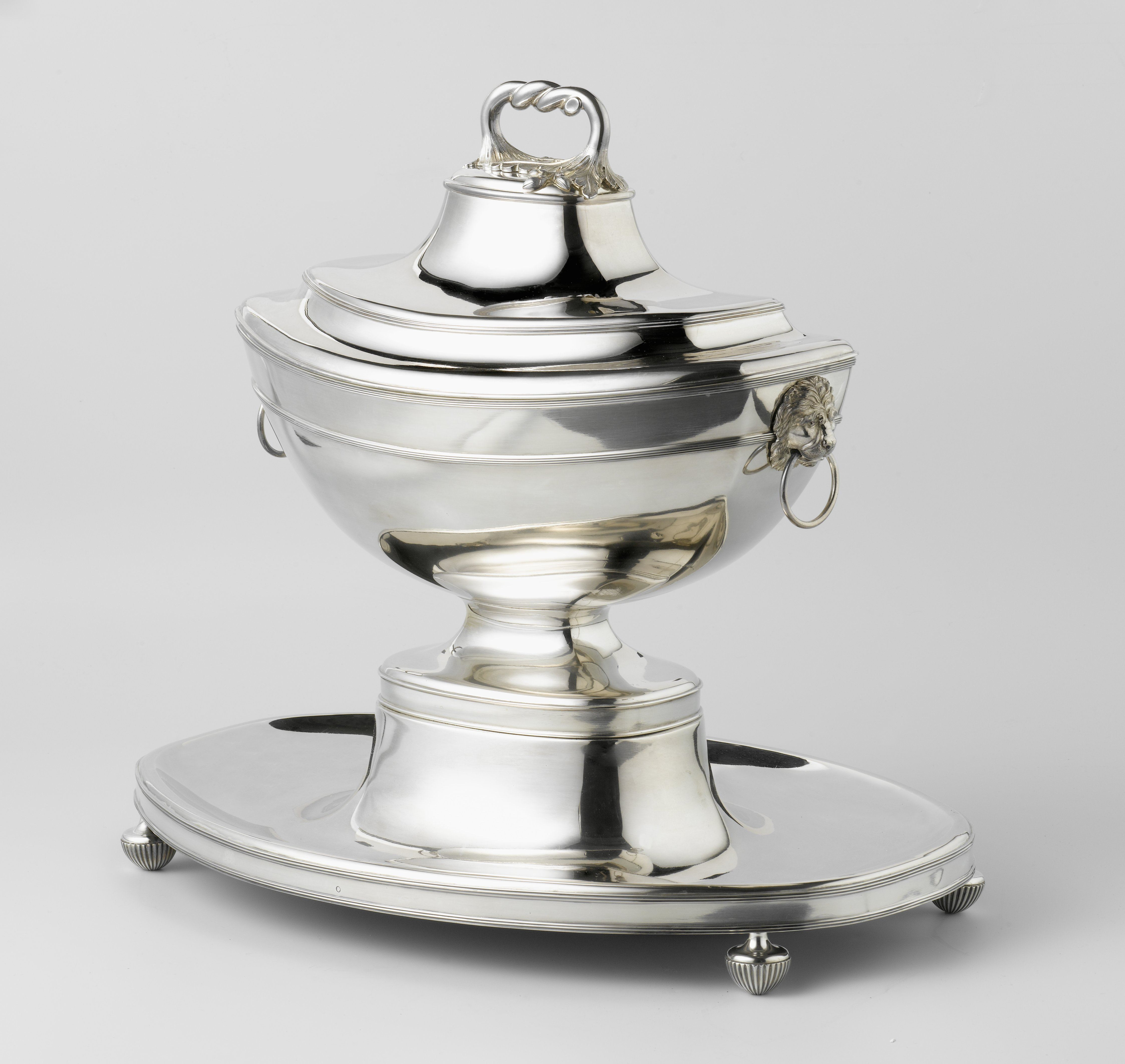
Door Stellingwerff vervaardigde soepterrine (1816/1817) - collectie Rijksmuseum

Stellingwerff werd in 1773 geboren als zoon van de Zwolse zilversmid Willem Lubbertus Stellingwerf en Hendrina Elisbath Peirolet. Hij werd door zijn vader als zilversmid opgeleid. Hij vestigde zich in Amsterdam waar zijn ooms, broers van zijn moeder, al edelsmid waren. Van Benthem vermoed dat hij als gezel gewerkt heeft bij de zilversmid Pieter van Reidt. Stellingwerff vervaardigde onder andere veel zilverwerk in opdracht van de Amsterdamse firma Bennwitz & Bonebakker en voor As Bonebakker & Zoon.
Werk van Stellingwerff is onder andere te vinden in de museale collectie van het Rijksmuseum Amsterdam en van het museum Boijmans Van Beuningen.
Stellingwerff trouwde in 1803 in Amsterdam met Gesina Voorthuys. Na het overlijden van Stellingwerff zette Gesina Voorthuys het bedrijf, in samenwerking met meesterknecht Abraham Bernardus van Grasstek, voort. Hun zoon Willem Adrianus werd eveneens zilversmid. De broer van Jacob Hendrik Stellingwerff, Hendrik Jacob Stellingwerf, was zilversmid in Almelo.